# 145-ös busz (Budapest, 1977–1981)
A budapesti 145-ös jelzésű autóbusz az Örs vezér tere és Cinkota, Gyógyszertár között közlekedett. A járatot a Budapesti Közlekedési Vállalat üzemeltette.

## Története
1970. április 3-án indult 45Y jelzéssel az Örs vezér tere és Cinkota, Gyógyszertár között. 1977. január 1-jén jelzése 145-ösre módosult, majd 1981. január 31-én megszüntették.

## Megállóhelyei
| 0  | Örs vezér tere végállomás             | 20 | Gödöllői és csömöri HÉV 31, 32, 32, 44, 44A, 45, 46, 61, 61E, 67, 76, 77, 85, 85, 100, 130, 132, 144 81, 82 13, 62 |
| 3  | Gépmadár park                         | 17 | 45, 46 |
| 4  | Keresztúri út (↓) Szentmihályi út (↑) | 16 | Gödöllői és csömöri HÉV 45, 46                                                                                     |
| 5  | Pilisi utca (↓) Egyenes utca (↑)      | 15 | 44, 44A, 45, 46 |
| 6  | Nagyicce, HÉV-állomás                 | 14 | Gödöllői és csömöri HÉV 45, 46, 77                                                                                 |
| 7  | Lándzsa utca (↓) Thököly út (↑)       | 13 | 44, 44A, 45, 46, 76, 77                                                                                            |
| 8  | Hősök fasora (↓) Veres Péter út (↑)   | 12 | Gödöllői és csömöri HÉV 44, 44A, 45, 46                                                                            |
| 10 | Fuvallat utca                         | 10 | 44, 44A, 45, 92 |
| 11 | Jókai Mór utca                        | 9  | 44, 44A, 45, 76, 92                                                                                                |
| 13 | Pilóta utca                           | 7  | Gödöllői és csömöri HÉV 44, 44A, 45, 76, 92, 192                                                                   |
| 15 | Imre utca                             | 5  | Gödöllői és csömöri HÉV 45, 92                                                                                     |
| 16 | Bökényföldi út                        | 4  | 45, 76, 92, 176 |
| 17 | Csinszka utca                         | 3  | Gödöllői és csömöri HÉV 92                                                                                         |
| 18 | Cinke utca                            | 2  | 92 |
| 20 | Cinkota, Gyógyszertár végállomás      | 0  | Gödöllői és csömöri HÉV 92, 176                                                                                    |